# J. K. Bloom
J. K. Bloom (ausgeschrieben Jessica Kimberly Bloom; * 1995) ist das Pseudonym einer deutschen Schriftstellerin, die Romane im Genre Fantasy und Dystopie schreibt.

## Literarisches Wirken
2014 veröffentlichte sie den ersten Teil ihres Debüts Fürsten der Dämonen gemeinsam mit dem LYX Verlag als E-Book. 2015 publizierte sie als Selbstpublikationen ihren Science-Fiction Roman Pathogen – Reines Blut und im Jahr 2016 ihren postapokalyptischen Roman Inferi. Im selben Jahr schloss sie mit dem Eisermann Verlag einen Vertrag über ihre erste Dystopie-Reihe Faith ab, die 2018 und 2019 als E-Book und Taschenbuch veröffentlicht wurde. Im Jahr 2018 publizierte sie gemeinsam mit dem Sternensand Verlag ihre High Fantasy Reihe Wächter der Runen und 2020 den Einzelband Autumn & Leaf im Genre Dystopie. Es folgten ebenfalls im Sternensand Verlag „Die Drachenhexe“ und „Das Vermächtnis von Talbrem“.

## Werke

### Fürsten der Dämonen
1. Unsterblich. LYX Verlag, Köln 2014, ISBN 978-3-8025-9728-2.
2. Unendlich. LYX Verlag. Köln 2015, ISBN 978-3-7363-0220-4.
3. Unbeugsam. LYX Verlag, Köln 2016, ISBN 978-3-7363-0521-2.

### Faith
1. Seelenlos. Eisermann Verlag, Bremen 2018, ISBN 978-3-96173-064-3.
2. Erwacht. Eisermann Verlag, Bremen 2019, ISBN 978-3-96173-066-7.

### Wächter der Runen
1. Sternensand Verlag, Hirzel 2018, ISBN 978-3-906829-96-8.
2. Sternensand Verlag, Hirzel 2019, ISBN 978-3-03896-061-4.
3. Sternensand Verlag, Hirzel 2020, ISBN 978-3-03896-160-4.

### Die Drachenhexe
1. Licht und Schatten. Sternensand Verlag, Hirzel 2019, ISBN 978-3-03896-089-8.
2. Krone und Ehre. Sternensand Verlag, Hirzel 2021, ISBN 978-3-03896-179-6.
3. Gift und Lüge. Sternensand Verlag, Hirzel 2022, ISBN 978-3-03896-243-4.

### Das Vermächtnis von Talbrem
1. Gestohlenes Herz. Sternensand Verlag, Hirzel 2021, ISBN 978-3-03896-207-6.
2. Blinder Zorn. Sternensand Verlag, Hirzel 2022, ISBN 978-3-03896-209-0.

### Einzelbände
- Autumn & Leaf. Sternensand Verlag, Hirzel 2020, ISBN 978-3-03896-109-3.